# 장생전 (희곡)
장생전(長生殿, 1688)은 청대 초기의 희곡으로, 홍승(洪昇)의 작이다. 현종과 양귀비의 고사에서 취재한 50척의 장편 곤곡전기(崑曲傳奇)이다. 그때까지 이 이야기에 부착되어 왔던 양귀비와 안녹산(安祿山)의 사통(私通) 관계를 줄거리에서 삭제하고, 전적으로 현종과 양귀비의 진지한 정사(情事)만을 재구성하고 있는 점에, 탕현조(湯顯祖)와 마찬가지로 "봉건제하에서의 인간의 문제"를 추구하려고 한 작자의 의도를 평가할 수 있다. 당대 압제 아래 고생하는 인민의 고뇌를 묘사한 장면에도 박력이 있으며, 이 작품을 일관하는 작자의 사회적 관심은 넓고 또한 강렬하였다. 음악이나 연출 면에서도 명대 이래 곤곡의 여러 성과를 집대성하여, 완성의 극치를 보였고, 청결·고아(高雅)한 비극적 풍경에 청초의 긴박한 시대상을 투영(投影)한 남북 극계에 대유행을 초래했다.

## 참고
- 홍승 지음, 이지은 옮김, 《장생전》 상·하, 세창출판사, 2014년 12월 22일